# Fort de Montessuy
Pour les articles homonymes, voir Montessuy.
Le fort de Montessuy est un fort de la première ceinture de Lyon, situé dans le quartier de Montessuy sur le territoire communal de Caluire-et-Cuire dans le Rhône, en France. 

## Histoire
Construit en 1831, il était relié au fort de Caluire, son jumeau moins imposant, par une enceinte alignée en direction de l'île Barbe, protégeant Lyon et plus particulièrement le plateau de la Croix-Rousse de probables invasions en provenance de la route de la Dombes.
Placé côté Nord du Rhône, il défendait le fleuve et le fort des Brotteaux.
Le Nord étant considéré comme dangereux, une grosse demi-lune était placée en avant du fort dans cette direction, ainsi qu'une lunette encore plus loin.
Alors que les Allemands quittent Caluire-et-Cuire le 24 août 1944, deux enfants, Jean Turba (1930 - 1944) et Bernadette Choux (1931 - 1944) observent à la longue-vue leur départ depuis le fort de Montessuy ; des soldats encore en poste de l'autre côté du Rhône tirent et tuent les deux enfants. L’une des voies du quartier de Montessuy porte leurs deux noms (l’allée Turba-et-Choux). Sur la façade de l'école d'Application Jean-Jaurès de Caluire (école élémentaire publique sise au 1 place Jules-Ferry et inaugurée le 1er octobre 1933), est apposée une plaque commémorative en l'honneur de Jean Turba et de deux autres victimes de la barbarie nazie en 1944, tous les trois anciens élèves de l'école.

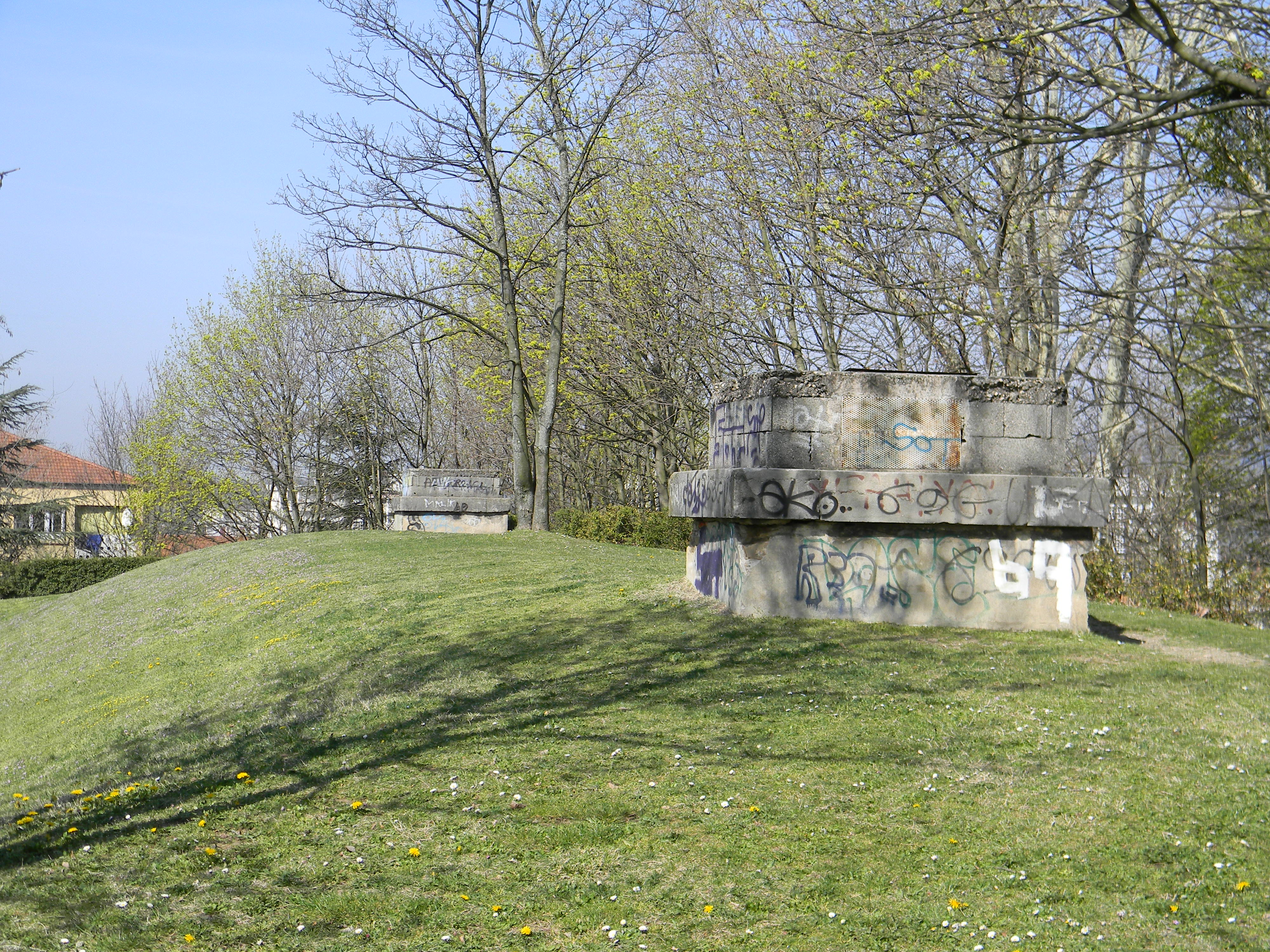
Des têtes d'escarpe.
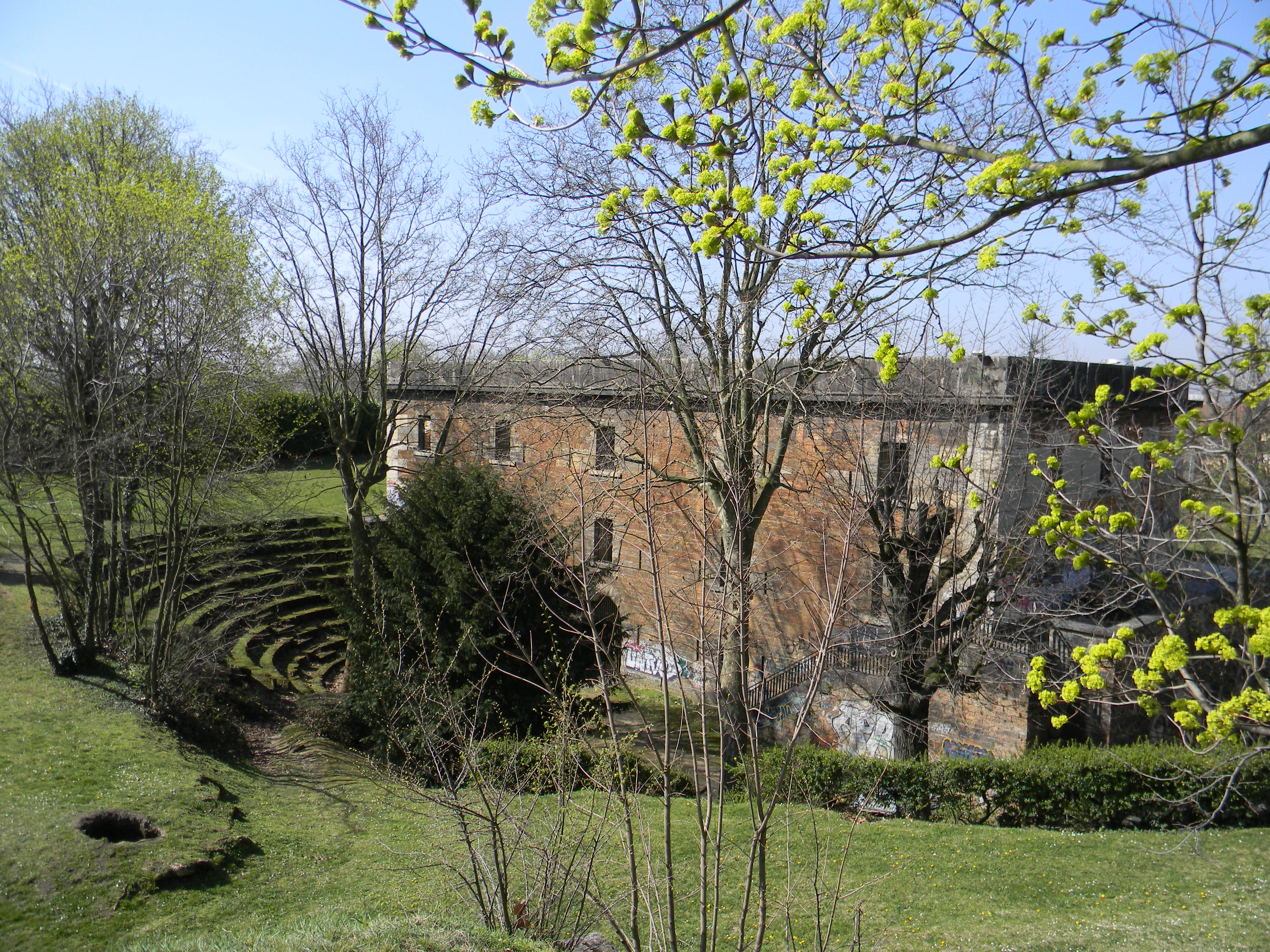
La caserne.
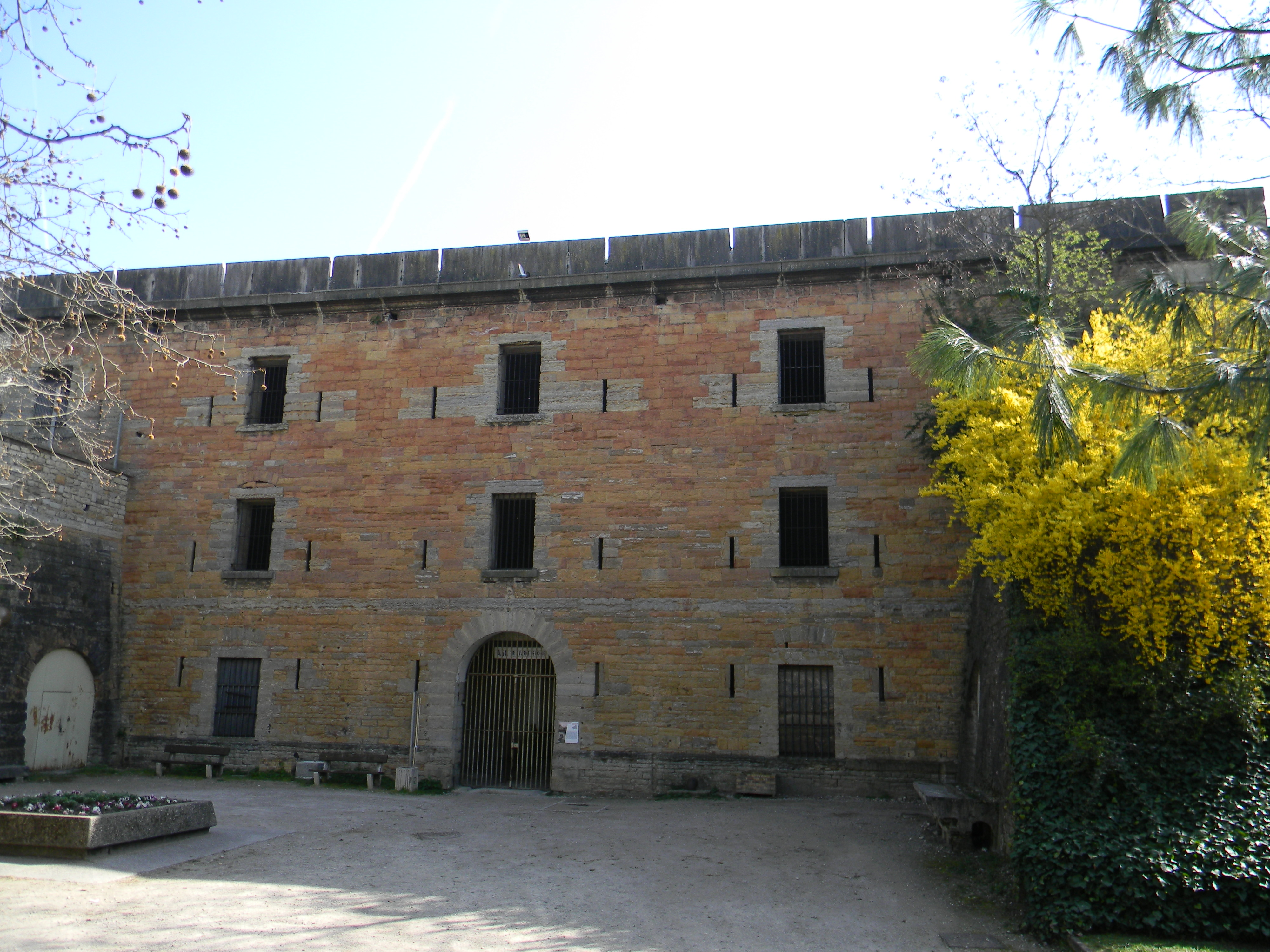

## Utilisation contemporaine

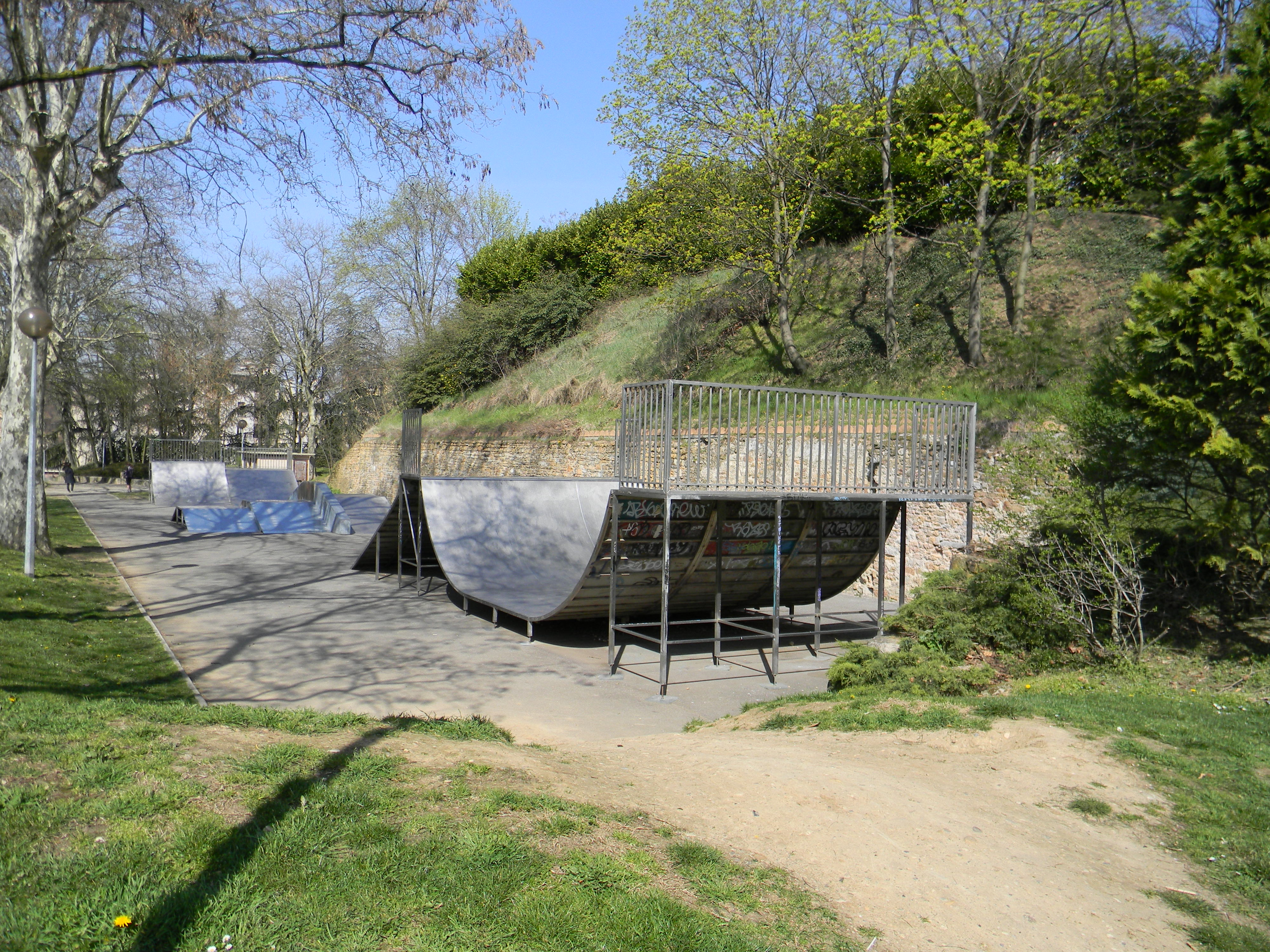
Skatepark à proximité du fort.

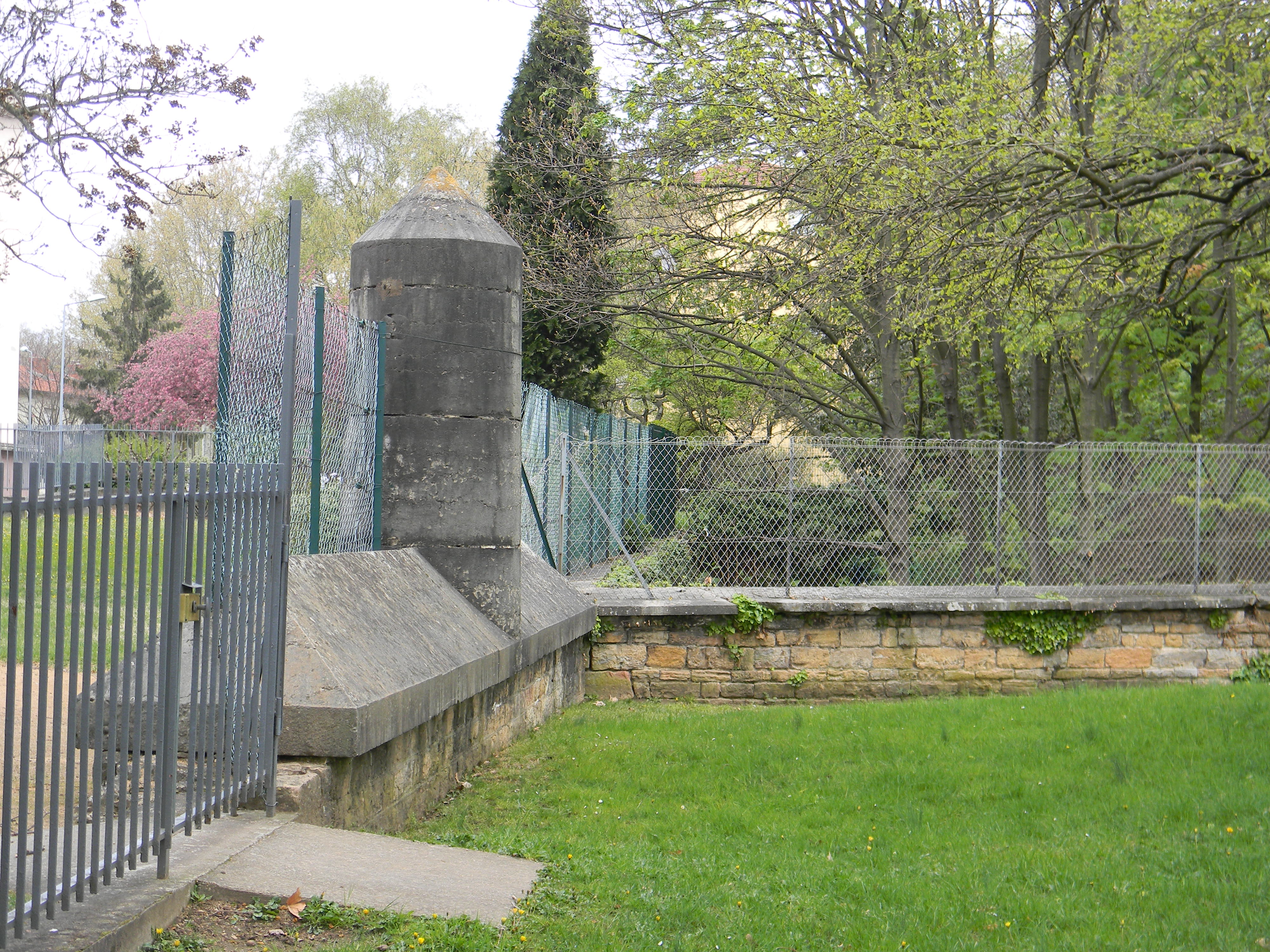
Une « dame » sur un reste d'escarpe.

Ce fort demeure à Caluire-et-Cuire, dans le quartier Montessuy, où il est la propriété de la commune depuis 1972. Ses fosses ont été comblées avec la terre induites par les terrassements relatifs à la construction de « la grande barre » et de la « petite barre », deux barres d'immeubles qui constituent le cœur du quartier Montessuy. La végétation envahit peu à peu le fort. Quelques têtes d'escarpes sont encore visibles, sortant de terre, ainsi qu'une « dame » servant à interdire à l'assaillant de marcher le long de l'enceinte.
Il est impossible de le visiter, toutefois quelques associations ont élu domicile dans le seul bâtiment rescapé, la caserne comme  l'AS Caluire - Tir à l'arme de poing ou encore l'AS Pétanque Caluire. L'extérieur du fort a été transformé en espace vert ; on trouve à proximité un skatepark.